# Valenciennea muralis
Valenciennea muralis är en fiskart som först beskrevs av Valenciennes, 1837.  Valenciennea muralis ingår i släktet Valenciennea och familjen smörbultsfiskar. Inga underarter finns listade i Catalogue of Life.